# محطة قطار مغدال هعيمق - كفار باروخ

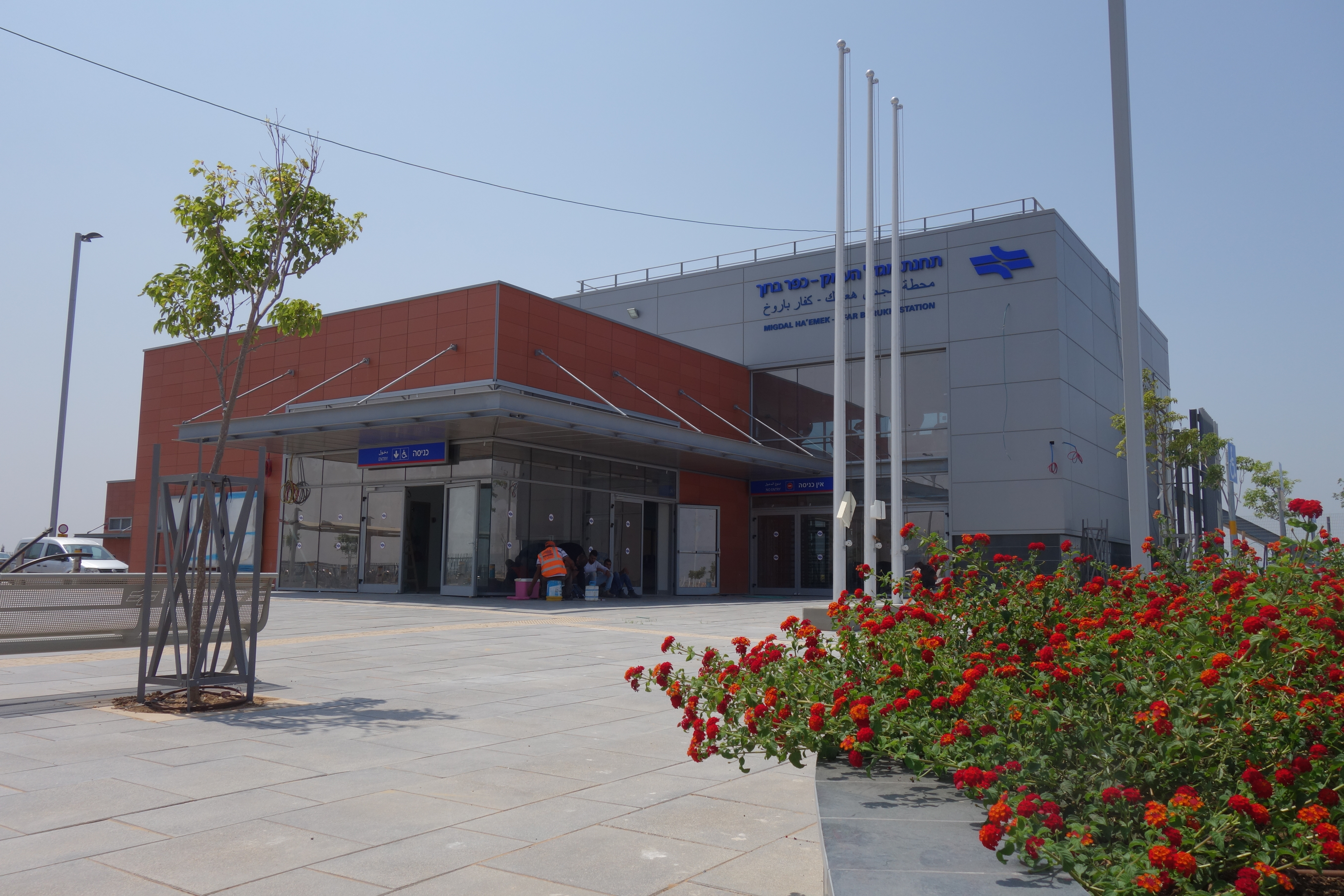
واجهة مبنى المحطة 2016

محطة قطار مغدال هعيمق - كفار باروخ (بالعبرية: תחנת הרכבת מגדל העמק – כפר ברוך) هي محطة قطار على خط سكة حديد المرج. تخدم المحطة مدينة مغدال هعيمق ومحيطها. افتتحت في 29 أغسطس 2016 وبدأت باستقبال الجمهور في 16 أكتوبر 2016.

## المحطة الجديدة
بُنيت محطة قطار مغدال هعيمق - كفار باروخ كجزء من سكة حديد المرج (بالعبرية: מסילת העמק). تقع المحطة قرب موشاف كفار باروخ. لإقامة المحطة في موقعها الحالي كان لابد من إزالة خزان مائي. بلغت تكلفة إنشائها حوالي 182 مليون شيكل. ويرجع ذلك إلى الحاجة لتعبيد طرق وصول طويلة ومعقدة. على خلاف باقي المحطات على طول الخط، السكة غارقة تحت مستوى صالة الركاب.
تقع المحطة على بعد كيلومتر ونصف شمال شرق كفار باروخ وحوالي 4 كم جنوب مغدال هعيمق. في حين ارتفاع المحطة وكفار باروخ هو ذاته، ترتفع مغدال هعيمق 200 مترًا إضافية.
حسب تقرير الركاب لعام 2017 نشرته شركة السكك الحديدية الإسرائيلية بيّن أنّ محطة مغدال هعيمق - كفار باروخ سجّلت أقل عدد من الركاب من بين المحطات الأخرى على طول الخط (125,879 راكبًا مقابل 221,636 راكبًا في محطة بيت شان و 346,536 راكبًا في محطة العفولة).